# Guglielmo Palazzani

a Compétitions nationales et continentales officielles uniquement.

b Matchs officiels uniquement.
Dernière mise à jour le 30 octobre 2021.
Guglielmo Palazzani, né le 11 avril 1991 à Gardone Val Trompia (Italie), est un joueur international italien de rugby à XV. Il évolue au poste de demi de mêlée et joue pour la franchise des Zebre.

## Carrière

### En club
- 2011 - 2013 : Calvisano
- 2013 - En cours : Zebre

### En sélection nationale
Il a obtenu sa première sélection le 7 juin 2014 lors d'un test match à Suva contre les Fidji.
Ayant un profil de joueur dynamiteur (1,77 mètre pour 80 kg), il est assez souvent cantonné à un rôle de remplaçant et apporte son dynamisme et sa fougue lors des dernières minutes[réf. nécessaire].

## Palmarès

### En club
- Champion d'Eccellenza en 2011-2012 avec Calvisano

#### En sélection nationale
- 44 sélections depuis 2014
- 15 points inscrits (3 essais)
- Sélections par année : 3 en 2014, 10 en 2015, 7 en 2016, 6 en 2018, 8 en 2019, 5 en 2020, 3 en 2021
- Tournoi des Six Nations disputés : 2015, 2016, 2018, 2019, 2020, 2021
- Coupe du monde disputées : 2015, 2019